# 阿默爾斯海恩湖

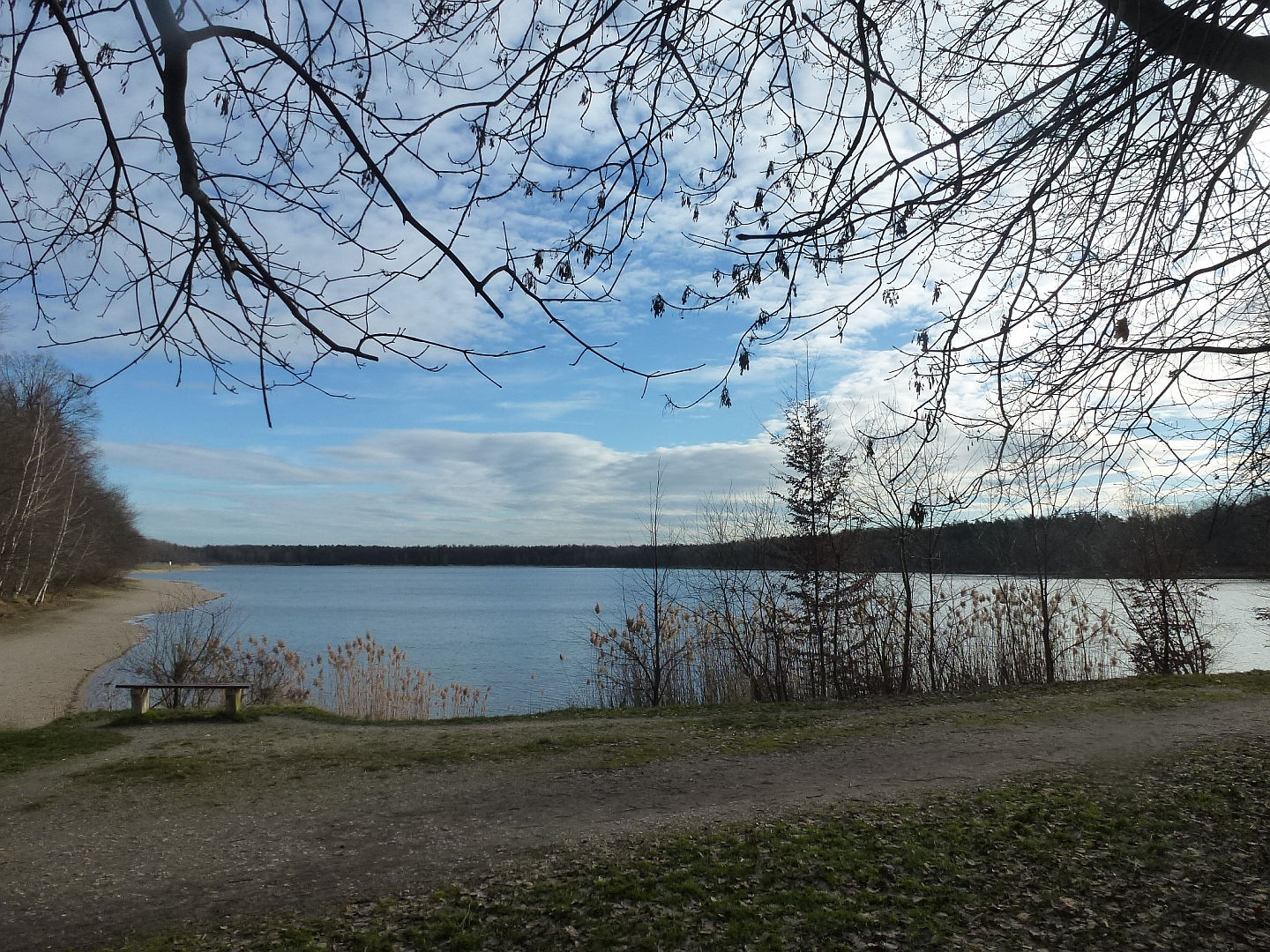

51°17′49″N 12°36′25″E / 51.297°N 12.607°E
阿默爾斯海恩湖（德語：Ammelshainer See），是德國的湖泊，位於該國東部，由薩克森自由州負責管轄，面積0.53平方公里，海拔高度126米，平均水深3.5米，最大水深25米，水體容量190萬立方米。